# Meduse (film)
Meduse è un film del 2007 diretto da Shira Geffen e Etgar Keret.
Il film narra tre piccole storie che hanno apparentemente poco in comune e i cui protagonisti si sfiorano solamente nella Tel Aviv di oggi. Il mare è un elemento che sicuramente ricorre mentre solo un episodio, quello portante, ha una componente surreale che, per altro, è resa esplicita solo nel finale.
Presentato nella Settimana internazionale della critica del 60º Festival di Cannes, ha vinto la Caméra d'or per la miglior opera prima del Festival.

## Trama
Tel Aviv. Batia si lascia con il proprio fidanzato poi va al suo lavoro di cameriera di banchetti nuziali. La sposa, Keren, rimasta chiusa in bagno, si rompe una caviglia ricadendo dopo aver scavalcato la porta, e così deve rinunciare al viaggio di nozze ai Caraibi.
Joy, una donna filippina impiegata come badante, vede morire l'anziana persona affidatale il primo giorno del suo incarico. Rifiuta il pagamento e trova subito un'altra cliente, anziana e scontrosa, con una figlia attrice.
Batia intanto, durante una passeggiata solitaria in spiaggia, trova una bambina, sola, con indosso solo un costumino e un salvagente dal quale non vuole separarsi. Recatasi alla polizia non risulta denunciata come scomparsa e, essendo il fine settimana, è pregata di tenerla con sé non essendoci servizi cui affidarla. La bambina non parla e Batia deve lavorare, dunque non sa come comportarsi. Intanto va a casa del padre per trovare degli indumenti di quando era piccola per poter vestire la bambina. Il padre convive con una ragazza molto giovane che vuole sposarlo. Lei è bulimica e fragile, lui le vuole bene ma cerca rassicurazioni dalla figlia che non arrivano.
Gli sposi trascorrono la loro luna di miele in un albergo sul mare ma hanno una serie di problemi logistici che sembrano terminare miracolosamente quando una scrittrice alloggiata nella suite migliore, decide, non senza ingelosire la novella sposa, di scambiare la propria camera con gli sfortunati sposini.
Batia, portando la bambina al lavoro, finisce per perdere entrambi... ma nella sfortuna fa la conoscenza di Naomi, fotografa, licenziata anche lei dall'organizzatore di banchetti matrimoniali. Vittima di un incidente stradale, scappa dall'ospedale dove le hanno fatto visita entrambi i genitori, ormai distratti e distanti. Trovata la propria casa allagata si reca da Naomi che la accoglie senza fare troppe domande.
Joy che soffre per aver lasciato il proprio bambino in patria, riesce abilmente a ricucire il rapporto tra l'anziana donna che accudisce e la figlia, anche se la cosa sembra avere breve durata. Quindi è disperata quando non trova più il regalo che aveva pensato di riportare al figlio, salvo poi scoprire che a comprarlo è stata proprio l'anziana che le ricambia un affetto inatteso e quindi ancor più gradito.
Gli sposi, finalmente accomodatisi, scoprono che la generosa scrittrice si è suicidata, dopo aver trovato nella bozza di una lettera lasciata nella camera dalla ragazza, le parole giuste per l'ultimo poetico saluto.
Infine, Batia ritorna in spiaggia dove rivede finalmente la bambina, la segue in mare rischiando di annegare. E in un finale in bilico tra fantasia e realtà è soffiata a riva dalla stessa bambina e tratta in salvo da Naomi che può vederla finalmente sorridere.

## Riconoscimenti
- 2007 - Festival di Cannes
  - Caméra d'or